# حاجي قليتش
حاجي قليتش (بالفارسية: حاجی قلیچ) هي قرية تقع في غلستان في إيران. يقدر عدد سكانها بـ 153 نسمة بحسب إحصاء 2016.